# Hopea bilitonensis
Hopea bilitonensis là loài thực vật họ Dầu. Đây là loài có ở Indonesia và Malaysia.